# Suphanan Bureerat
Suphanan Bureerat (tiếng Thái: ศุภนันท์ บุรีรัตน์, sinh ngày 10 tháng 10 năm 1993) là một cầu thủ bóng đá chuyên nghiệp người Thái Lan hiện đang thi đấu cho câu lạc bộ Port tại Giải bóng đá Ngoại hạng Thái Lan và đội tuyển bóng đá quốc gia Thái Lan ở vị trí hậu vệ cánh phải.

## Sự nghiệp câu lạc bộ

### Bàn thắng quốc tế
Bàn thăng và kết quả của Thái Lan được để trước.
| #  | Ngày                 | Địa điểm                                       | Đối thủ     | Bàn thắng | Kết quả | Giải đấu     |
| -- | -------------------- | ---------------------------------------------- | ----------- | --------- | ------- | ------------ |
| 1. | 26 tháng 12 năm 2022 | Sân vận động Thammasat, Pathum Thani, Thái Lan | Philippines | 4–0       | 4–0     | AFF Cup 2022 |